# Papier kalibrowany
Papier kalibrowany – papier o stałej, precyzyjnej grubości na całej swojej powierzchni, stosowany np. jako podkład pod gumę obciągową, tworzy wraz z nią obciąg w technice drukowania offsetowego. Podczas produkcji papieru kalibrowanego papier jest mocno sprasowywany, dzięki czemu jest stosunkowo mało podatny na odkształcenia (wgniecenia) podczas działania ciśnień, jakim jest poddawany w czasie użytkowania w maszynach drukarskich.